# Állócsillag

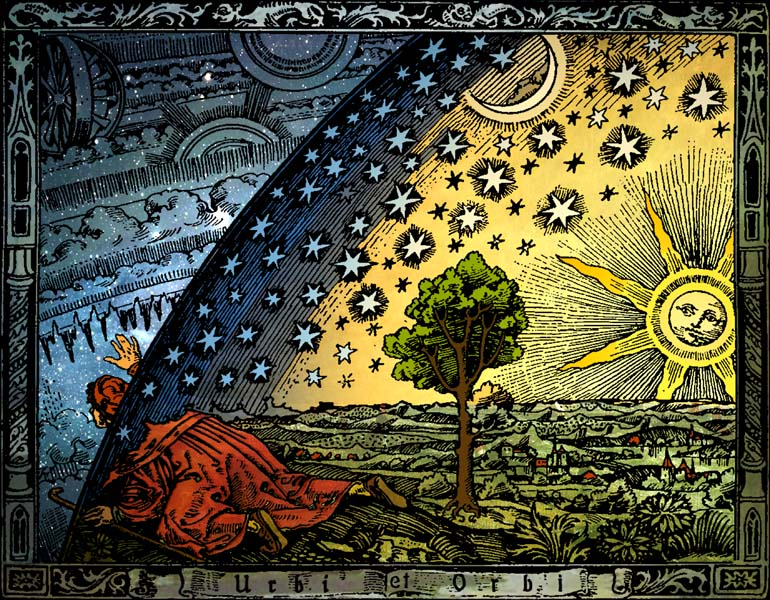
Az univerzum ábrázolása C. Flammarion szerint: kitekintés az állócsillagokra (Párizs 1888),
színezés: Heikenwaelder Hugo, Bécs, 1998

Az állócsillagok ábrázolása (külső, sötétebb körív) a heliocentrikus Naprendszerrel a középpontban Tycho Brahe ábrázolásában

Az állócsillagok kifejezéssel azokat a csillagokat jelölik, amelyek  – óriási távolságuk miatt  – hosszabb időszak alatt is csak elhanyagolható elmozdulást végeznek a földi megfigyelő számára. Laza értelemben ez bármely csillagra igaz lehet (a Nap kivételével).
A fogalom korábban az állónak hitt csillagokra vonatkozott, manapság a jelentéktelen elmozdulás tudatában elvont fogalomként használatos, például a Mach-elvben.

## Nevének eredete
A középkor folyamán úgy gondolták, hogy minden fényt adó égi objektum csillag, tehát a ma bolygóként ismert objektumokat a „vándorló csillag” névvel illették, mert az égbolton jól megfigyelhető mozgást végeztek. Ezekhez a „vándorló csillag”-okhoz képest állónak tekintették az „állócsillagokat”, a mozdulatlannak látszó fénypontokat. Ezekről azt hitték, hogy az égbolt szilárd szövetén rögzítve vannak, és azzal együtt minden nap egy elfordulást tesznek meg.
Klaudiosz Ptolemaiosz Alexandriában egy csillagkatalógust állított össze, amiben 1022 „állócsillag” szerepelt. Ez a nyugat-európai kultúra sarokszámává vált több száz évre.
A szabad szemmel látható csillagok száma kb. 6000, melyeknek kb. a fele látható a Föld egy adott helyéről egy adott időben.

## Állócsillagok a klasszikus mechanikában
Newton idejében az „abszolút tér” fogalmát az állónak hitt állócsillagokhoz viszonyították. Minden más mozgást ehhez a viszonyítási rendszerhez képest adtak meg, Newton a mozgástörvényeit is ezekhez vonatkoztatta.
Minden olyan rendszerben, ami ezekhez az állócsillagokhoz viszonyítva gyorsuló vagy forgó mozgást végez, a mozgásegyenletek bonyolultabbakká válnak, olyan erők jelennek meg bennük, mint például a Coriolis-erő vagy a centrifugális erő.

## Fordítás
Ez a szócikk részben vagy egészben  a   Fixed stars című angol Wikipédia-szócikk fordításán alapul.  Az eredeti cikk szerkesztőit annak laptörténete sorolja fel. Ez a jelzés csupán a megfogalmazás eredetét és a szerzői jogokat jelzi, nem szolgál a cikkben szereplő információk forrásmegjelöléseként.